# Artemi Rallo
Artemi Vicent Rallo Lombarte, né le 9 août 1965, est un homme politique espagnol membre du Parti socialiste ouvrier espagnol (PSOE).
Il est élu député de la circonscription de Castellón lors des élections générales de décembre 2015.

## Biographie

### Vie privée
Il est divorcé et père de deux filles.

### Profession
Artemi Vicent Rallo Lombarte est docteur en droit et professeur de droit constitutionnel à l'Université Jaume I.

### Carrière politique
Il est député au Parlement valencien de 1987 à 1995. De 2004 à 2007, il est directeur général du centre d'études juridiques du Ministère de la Justice. De 2007 à 2011, il est directeur de l'Agence espagnole de protection des informations.
Le 20 décembre 2015, il est élu député pour Castellón au Congrès des députés et réélu en 2016.